# Ctimene unifascia
Ctimene unifascia là một loài bướm đêm trong họ Geometridae.